# Cérences
Cérences és un municipi francès situat al departament de la Manche i a la regió de Normandia. L'any 2007 tenia 1.794 habitants.

## Demografia

### Població
El 2007 la població de fet de Cérences era de 1.794 persones. Hi havia 750 famílies de les quals 232 eren unipersonals (88 homes vivint sols i 144 dones vivint soles), 255 parelles sense fills, 219 parelles amb fills i 44 famílies monoparentals amb fills.
La població ha evolucionat segons el següent gràfic:
Habitants censats

### Habitatges
El 2007 hi havia 879 habitatges, 760 eren l'habitatge principal de la família, 69 eren segones residències i 50 estaven desocupats. 832 eren cases i 38 eren apartaments. Dels 760 habitatges principals, 498 estaven ocupats pels seus propietaris, 252 estaven llogats i ocupats pels llogaters i 10 estaven cedits a títol gratuït; 3 tenien una cambra, 39 en tenien dues, 129 en tenien tres, 222 en tenien quatre i 367 en tenien cinc o més. 581 habitatges disposaven pel capbaix d'una plaça de pàrquing. A 384 habitatges hi havia un automòbil i a 280 n'hi havia dos o més.

### Piràmide de població
La piràmide de població per edats i sexe el 2009 era:
| Homes | Edats   | Dones |
| ----- | ------- | ----- |
| 0     | 95 o +  | 8     |
| 4     | 90 a 94 | 12    |
| 8     | 85 a 89 | 20    |
| 20    | 80 a 84 | 28    |
| 32    | 75 a 79 | 60    |
| 36    | 70 a 74 | 44    |
| 60    | 65 a 69 | 44    |
| 44    | 60 a 64 | 84    |
| 28    | 55 a 59 | 32    |
| 60    | 50 a 54 | 64    |
| 52    | 45 a 49 | 48    |
| 72    | 40 a 44 | 76    |
| 56    | 35 a 39 | 68    |
| 48    | 30 a 34 | 44    |
| 48    | 25 a 29 | 60    |
| 36    | 20 a 24 | 40    |
| 52    | 15 a 19 | 64    |
| 64    | 10 a 14 | 44    |
| 56    | 5 a 9   | 32    |
| 40    | 0 a 4   | 52    |

## Economia
El 2007 la població en edat de treballar era de 1.021 persones, 750 eren actives i 271 eren inactives. De les 750 persones actives 687 estaven ocupades (374 homes i 313 dones) i 63 estaven aturades (34 homes i 29 dones). De les 271 persones inactives 128 estaven jubilades, 60 estaven estudiant i 83 estaven classificades com a «altres inactius».

### Ingressos
El 2009 a Cérences hi havia 786 unitats fiscals que integraven 1.824 persones, la mediana anual d'ingressos fiscals per persona era de 15.018 €.

### Activitats econòmiques
Dels 96 establiments que hi havia el 2007, 1 era d'una empresa extractiva, 8 d'empreses alimentàries, 1 d'una empresa de fabricació d'elements pel transport, 4 d'empreses de fabricació d'altres productes industrials, 17 d'empreses de construcció, 26 d'empreses de comerç i reparació d'automòbils, 3 d'empreses de transport, 8 d'empreses d'hostatgeria i restauració, 1 d'una empresa d'informació i comunicació, 5 d'empreses financeres, 1 d'una empresa immobiliària, 6 d'empreses de serveis, 9 d'entitats de l'administració pública i 6 d'empreses classificades com a «altres activitats de serveis».
Dels 29 establiments de servei als particulars que hi havia el 2009, 1 era una oficina de correu, 2 oficines bancàries, 2 funeràries, 3 tallers de reparació d'automòbils i de material agrícola, 3 guixaires pintors, 4 fusteries, 6 lampisteries, 1 electricista, 2 perruqueries, 1 veterinari i 4 restaurants.
Dels 9 establiments comercials que hi havia el 2009, 1 era un hipermercat, 1 una botiga de més de 120 m², 3 fleques, 2 carnisseries, 1 una botiga de mobles i 1 una joieria.
L'any 2000 a Cérences hi havia 95 explotacions agrícoles que ocupaven un total de 1.950 hectàrees.

## Equipaments sanitaris i escolars
El 2009 hi havia 1 farmàcia i 1 ambulància.
El 2009 hi havia 2 escoles elementals.

## Poblacions més properes
El següent diagrama mostra les poblacions més properes.